# Liste bulgarischer Schriftsteller
Dieser Artikel stellt eine Liste bulgarischer und bulgarischsprachiger Schriftsteller und Dichter nach deren Nachname dar.

## A
- Dimityr Angelow (1904–1977)

## B
- Aleksandar Balabanow (1879–1955)
- Elisaweta Bagrjana (1893–1991)
- Batscho Kiro (1835–1876)
- Christo Beltschew (1857–1891)
- Mara Beltschewa (1868–1937)
- Djado Blago (1864–1938)
- Wela Blagoewa (1859–1921)
- Petar Beron (um 1800 – 1871), der bulgarische Leibniz
- Ran Bosilek (1886–1958)
- Assen Bossew (1913–1997)
- Christo Botew (1848–1876)
- Nathan Braun

## C
- Elias Canetti (1905–1994)
- Nikolai Chaitow (1919–2002)
- Wesselin Chantschew (1919–1966)
- Mönch Chrabr (9. oder 10. Jh.)

## D
- Atanas Daltschew (1904–1978)
- Damjan Damjanow (1935–1999)
- Georgi Danailow (1936–2017)
- Stojan Daskalow (1909–1985)
- Dimtscho Debeljanow (1887–1916)
- Blaga Dimitrowa (1922–2003)
- Dimitar Dimow (1909–1966)
- Dimitré Dinev (* 1968)
- Anton Dontschew (1930–2022)
- Wassil Drumew (1838, 1840 oder 1841 – 1901)
- Petja Dubarowa (1962–1979)

## E
- Rumiana Ebert (* 1945)

## F
- Christo Fotew (1934–2002)
- Nikola Furnadschiew (1903–1968)

## G
- Dora Gabe (1886–1983)
- Georgi Gospodinow (* 1968)
- Andrej Guljaschki (1914–1995)

## H
- Paisii Hilendarski (1722–1773)

## I
- Dimiter Inkiow (1932–2006)

## J
- Christo Jassenow (1889–1925)
- Pejo Jaworow (1878–1914)
- Nedjalko Jordanow (* 1940)
- Jordan Jowkow (1880–1937)

## K
- Angel Karalijtschew (1902–1972)
- Kapka Kassabova (* 1973)
- Aleko Konstantinow (1863–1897)
- Wenzeslaw Konstantinow (1940–2019)
- Konstantin Kostenezki (1380 – nach 1431), Konstantin der Philosoph
- Julia Kristeva (* 1941)
- Iwan Kulekow (* 1951)

## L
- Michail Lakatnik (1920–1974), Pseudonym von Michail Georgjew Arnaudow
- Ljubomir Lewtschew (1935–2019)
- Nikolai Liliew (1885–1960)
- Wladimir Lukow (* 1949)

## M
- Petar Manolow (1939–2016)
- Georgi Markow (1929–1978)
- Pawel Matew (1924–2006)
- Brüder Miladinow (Dimitar Miladinow, 1810–1862 und Konstantin Miladinow, 1830–1862)
- Geo Milew (1895–1925)
- Leda Milewa (1920–2013), Tochter von Geo Milew
- Swetoslaw Minkow (1902–1966)
- Wera Mutaftschiewa (1929–2009)

## N
- Atanas Nakowski (1925–2014)

## P
- Grigor Parlitschew (1830–1893)
- Wiktor Paskow (1949–2009)
- Elin Pelin (1877–1949)
- Penjo Penew (1930–1959)
- Ljuben Petkow (1939–2016)
- Iwailo Petrow (1923–2005)
- Waleri Petrow (1920–2014)
- Dimitar Poljanow (1876–1953)
- Emanuil Popdimitrow (1885–1943)
- Alek Popow (1966–2024)
- Wassil Popowitsch (1833–1897)
- Konstantin von Preslaw (Mitte 9. – Anfang 10. Jh.)

## R
- Simeon Radew (1879–1967)
- Trajan Radew (1929–2010)
- Jordan Raditschkow (1929–2004)
- Nadeschda Radulowa (* 1975)
- Bogomil Rainow (1919–2007)
- Nikolai Rainow (1889–1954)
- Radoi Ralin (1923–2004), geboren als Dimitar Stojanow
- Assen Raszwetnikow (1897–1951)
- Petko Rossen (1880–1944)

## S
- Stojan Sagortschinow (1889–1969)
- Wladimir Sarew (* 1947)
- Rajko Schinsifow (1839–1877)
- Sirak Skitnik (1883–1943), Pseudonym von Panajot Christow
- Pentscho Slawejkow (1866–1912)
- Petko Slawejkow (1827–1895)
- Swetoslaw Slawtschew (1926–2016)
- Christo Smirnenski (1898–1923)
- Georgi Stamatow (1869–1942)
- Emilijan Stanew (1907–1979)
- Ljudmil Stojanow (1888–1973)
- Sachari Stojanow (1850–1889)
- Anton Straschimirow (1872–1937)
- Stanislaw Stratiew (1941–2000)
- Jordan Stubel (1897–1952)
- Edwin Sugarew (* 1953)

## T
- Dimitar Talew (1898–1966)
- Petko Todorow (1879–1916)
- Tzvetan Todorov (1939–2017)
- Teodor Trajanow (1882–1945)
- Ilija Trojanow (* 1965)
- Dobri Tschintulow (1822–1886)
- Tschudomir (1890–1967), Pseudonym, eigentlich Dimiter Christo Tschorbadschijski

## W
- Nikola Wapzarow (1909–1942)
- Iwan Wasow (1850–1921)
- Krum Welkow (1902–1960)
- Pawel Weschinow (1914–1983), geboren als Nikola Deltschew Gugow
- Dimitar Wojew (1965–1992)
- Dobri Wojnikow (1833–1878)
- Ilja Wolen (1905–1982), Künstlername von Marin Christow Stamenow
- Sophronius von Wraza (1739–1813)

## Z
- Rumjana Zacharieva (* 1950)
- Stefan Zanew (* 1936)